# Sjabla fyr
Sjabla fyr (bulgariska: Шабленски фар) är en bemannad fyr på Bulgariens östligaste punkt omkring 5 kilometer öster om staden Sjabla vid svartahavskusten.
Fyrplatsen etablerades i det Osmanska riket år 1786 och den nuvarande fyren, som är Bulgariens äldsta, tändes första gången den 15 juli 1856. Det åttkantiga tornet  av tegel är klätt med plåt och står på en tre våningar hög fyrkantig sockel av sten, som liksom tornet är målat med horisontella band i rött och vitt. Det är 132 trappsteg upp till lanterninen  och fyrlyktan försedd med en halogenlampa. 
Fyren är bemannad av fyra fyrvaktare som arbetar i åttatimmarsskift. Ett äkta par arbetade som fyrvaktare under många år och deras son övertog senare tjänsten som fyrmästare. Fyrvaktarbostaden ligger i anslutning till fyrens sockel.
Kusten eroderar successivt och havet närmar sig  fyren allt mer. År 1948 låg den 29 från havet och drygt 50 år senare hade avståndet minskat till 13 meter.
Fyrplatsen kan besökas men fyren är stängd för allmänheten.